# Kap Byrd
Kap Byrd ist ein niedriges und vereistes Kap, welches den nordwestlichen Ausläufer der Charcot-Insel westlich der Alexander-I.-Insel und der Antarktischen Halbinsel bildet.
Der australische Polarforscher Hubert Wilkins entdeckte und kartierte es grob bei seinem Antarktisflug am 29. Dezember 1929. Wilkins benannte es nach dem US-amerikanischen Polarforscher Richard Evelyn Byrd (1888–1957). Luftaufnahmen der US-amerikanischen Operation Highjump (1946–1947) aus dem Jahr 1947 dienten 1960 dem britischen Geographen Derek Searle vom Falkland Islands Dependencies Survey für eine neuerliche Kartierung.